# Maria Alzigkouzi Kominea
Maria Elli Lela Alzigkouzi Kominea (grekiska: Μαρία Αλζιγκούζη Κομινέα), född 21 mars 1995 i Aten, är en grekisk konstsimmare.

## Karriär
Alzigkouzi Kominea är född och uppvuxen i Aten till en far från Libyen och en mor från Kalamata. Hon var uttagen i Greklands lag till olympiska sommarspelen 2020 i Tokyo men deltog inte efter att flera av konstsimmarna i laget testat positivt för covid-19. I maj 2021 vid EM i Budapest var Alzigkouzi Kominea en del av Greklands lag som tog silver i fri kombination.
I augusti 2022 vid EM i Rom var Alzigkouzi Kominea en del av Greklands lag som tog brons i fri kombination. I juni 2024 vid EM i Belgrad var hon en del av Greklands lag som tog guld i det fria lagprogrammet samt silver i både det tekniska lagprogrammet och det akrobatiska lagprogrammet.